# Tomáš Hamara
Tomáš Hamara (* 9. března 2004, Praha, Česko) je český hokejový obránce hrající za Brantford Bulldogs v OHL. Ve vstupním draftu 2022 si jej jako 87. celkově v 3. kole vybral tým Ottawa Senators.
Je dvojnásobným medailistou z juniorského mistrovství světa v letech 2023 a 2024.

## Statistiky

### Klubové statistiky
| Sezóna      | Klub               | Soutěž      |     | Základní část | Základní část | Základní část | Základní část | Základní část |   | Play off | Play off | Play off | Play off | Play off |
| Sezóna      | Klub               | Soutěž      | Z   | G             | A             | B             | TM            | Z             | G | A        | B        | TM       |          |          |
| 2021/22     | Tappara            | Liiga-20    | 32  | 6             | 19            | 25            | 16            | 2             | 0 | 1        | 1        | 0        |          |          |
| 2021/22     | Tappara            | Liiga       | 24  | 0             | 2             | 2             | 8             | 2             | 0 | 0        | 0        | 0        |          |          |
| 2021/22     | KeuPa HT           | Mestis      | 2   | 0             | 2             | 2             | 0             | —             | — | —        | —        | —        |          |          |
| 2022/23     | Kitchener Rangers  | OHL         | 56  | 2             | 15            | 17            | 33            | 9             | 0 | 1        | 1        | 2        |          |          |
| 2023/24     | Kitchener Rangers  | OHL         | 18  | 0             | 3             | 3             | 8             | —             | — | —        | —        | —        |          |          |
| 2023/24     | Brantford Bulldogs | OHL         | 26  | 1             | 16            | 17            | 14            | —             | — | —        | —        | —        |          |          |
| OHL celkově | OHL celkově        | OHL celkově | 100 | 3             | 34            | 37            | 55            | 9             | 0 | 1        | 1        | 2        |          |          |

### Reprezentace
| Rok                       | Tým                       | Soutěž                    | Z  | G | A  | B  | TM |
| ------------------------- | ------------------------- | ------------------------- | -- | - | -- | -- | -- |
| 2021                      | Česko 18                  | MS-18                     | 2  | 0 | 1  | 1  | 0  |
| 2022                      | Česko 20                  | MS-20                     | 7  | 0 | 1  | 1  | 0  |
| 2022                      | Česko 18                  | MS-18                     | 6  | 0 | 8  | 8  | 8  |
| 2023                      | Česko 20                  | MS-20                     | 7  | 0 | 1  | 1  | 8  |
| 2024                      | Česko 20                  | MS-20                     | 7  | 2 | 5  | 7  | 8  |
| Juniorská kariéra celkově | Juniorská kariéra celkově | Juniorská kariéra celkově | 29 | 2 | 16 | 18 | 24 |